# 믈라카 유나이티드 FC
믈라카 유나이티드는 믈라카를 연고로 하는 말레이시아의 축구단이었다. 2022년에 선수와 코치에게 급여를 지불하지 못한 후 클럽을 해산하기로 결정했다고 발표했으며, 부채는 3백만 링깃 이상으로 추정되었다. 이에 기존의 믈라카 유나이티드를 잇는 믈라카 FC가 새로 창단되었고 믈라카주를 대표하는 새로운 팀이 되었지만, 공식적으로 믈라카 유나이티드가 획득한 타이틀과 기록은 계승받지 못한다.

## 역대 감독
| 감독   | 임기 |
| ------ | ---- |
| 소친안 | 1989 |

## 우승
- 말레이시아 FAM컵: 2015
- 말레이시아 프리미어리그: 2016